# К-40
К-40 — советская атомная подводная лодка проекта  658, 658М, заводской № 904.

## История
Заложена 6 декабря 1959 года на стапеле цеха № 50 Северного машиностроительного предприятия. Спущена на воду 18 июня 1961 года. С 29 июня по 10 ноября 1961 года на лодке были проведены швартовные испытания оборудования и механизмов. Заводские ходовые испытания проводились в период с 11 по 16 ноября 1961 года. Государственные испытания проходили с 25 ноября по 27 декабря 1961 года. 27 декабря 1961 года Государственная комиссия подписала акт о завершении государственных испытаний ПЛАРБ «К-40».
Включена в состав Северного флота 21 мая 1962 года, зачислена в состав 31-й дивизии подводных лодок с местом базирования в Западной Лице. Первым командиром ПЛАРБ «К-40» в феврале 1960 года был назначен капитан 3 ранга Березовский В. Л., будущий Герой Советского Союза (командовал кораблём по апрель 1964 года).
В 1962 году лодка отрабатывала задачи боевой подготовки. Осенью того-же года, в период Карибского кризиса,  приняв на борт ракетный боезапас, находилась в полигоне на выходе из Кольского залива в ожидании приказа на применение ядерного оружия.
В 1963 году на ПЛАРБ «К-40» проводились ремонтные работы.
С 21 марта по 17 апреля 1964 года ПЛАРБ «К-40» совершила боевой поход в Норвежское море и Северную Атлантику по плану учений "Ограда", пройдя 6582 морские мили, из них 6554 морские мили в подводном положении. Всего в кампанию 1963 — 1966 годов лодка произвела два автономных похода на боевую службу общей продолжительностью 77 суток.
С 25 июня 1966 года по 28 декабря 1967 года ПЛАРБ «К-40» проходила средний ремонт на судоремонтном заводе«Звездочка». При прохождении ремонта лодка была модернизирована по проекту 658М.
В 1967 году ПЛАРБ «К-40» была переведена в состав 18-й дивизии 12-й эскадры подводных лодок с базированием в Оленьей Губе.
В кампанию 1968 — 1971 годов ПЛАРБ «К-40» выполнила два автономных походах на боевую службу общей продолжительностью 112 суток.
С апреля 1971 года по июнь 1972 года субмарина находилась в текущем ремонте.
В период с 1972 года по 1981 годов ПЛАРБ «К-40» была в 4 автономных походах на боевую службу общей продолжительностью 227 суток. В период с 10 декабря 1974 года по 10 марта 1975 года на лодке была произведена перезарядка активных зон реакторов.
В период с 1984 года по 1986 год субмарина отрабатывала задачи боевой подготовки в море и на базе.
16 октября 1986 года лодка была выведена из боевого состава ВМФ.
Всего с момента спуска на воду ПЛАРБ «К-40» прошла 181877 морских миль за 23578 ходовых часов.
С 1989 года по 1996 год лодка находилась в пункте временного хранения на плаву.